# Enumatil
Enumatil est un village de la commune néerlandaise de Westerkwartier, situé dans la province de Groningue. 

## Géographie
Le village est situé à 8 km à l'ouest de Groningue.

## Histoire
Avant la fusion des communes en 1990, Enumatil se trouvait à cheval entre trois d'entre elles, Leek, Niekerk et Zuidhorn. Après cette date, le village appartient en quasi-totalité à la commune de Leek. Le 1er janvier 2019, celle-ci est rattachée à la nouvelle commune de Westerkwartier.